# Gerrit Kuchta
Gerrit Kuchta (* 23. Mai 1986 in Castrop-Rauxel) ist ein deutscher Schauspieler.

## Leben und Karriere
Kuchta ist 1986 in Castrop-Rauxel als einziger Sohn des Polizisten Peter Kuchta geboren. Er stammt aus einer Schaustellerfamilie: Seine Großmutter Elsa Kuchta (geborene Kaselowski) war Artistin der Zirkusfamilie Kaselowski. Kuchta trat seit seinem 4. Lebensjahr im Zirkus Zaretti und Casselly als Artist und Clown auf.
Kuchta studierte an der Ruhr-Universität Bochum Umwelttechnik und Ressourcenmanagement sowie Rechtswissenschaften und ist gelernter Kaufmann für Büromanagement.
Seit 2013 betreibt Kuchta mit dem Regisseur Lutz Scharf das Filmprojekt cineb0x, unter dessen Namen sie Kurzfilme im Bereich Action, Drama und Comedy produzieren.
Über diesen Weg gelang Kuchta der Sprung in die Werbung, wo er unter anderem in Werbefilmen der Firmen Vorwerk, Huawei und Vodafone zu sehen war. Kuchta ist seit 2017 als Schauspieler in meist deutschsprachigen Serien- und Filmproduktionen tätig.

## Filmografie (Auswahl)
- 2024: SOKO Köln (Fernsehserie, Folge Das Ultimatum)
- 2024: Der Gast – Sidero & Chaliva (Kurzfilm)
- 2024: Entführen für Anfänger (Film)
- 2025: A Better Place (Fernsehserie, Folge Wir dürfen die Hoffnung nicht verlieren)
- 2025: Fabula
- 2025: Babylon Berlin (Fernsehserie)